# 黄宾虹故居 (歙县)
黄宾虹故居位于中国安徽省黄山市歙县城西郑村镇潭渡村三门厅，距县城5公里，建于清康熙年间，砖木结构，徽派建筑风格。此处为黄宾虹祖居，黄宾虹生于浙江金华，光绪二年（1876）回乡应童子试后在此生活了近30年，现存正屋、画室和冰上鸿飞馆三部分，占地面积657平方米，1987年5月经全面修复后作为纪念馆对外开放。其中正屋三开间两层，前有庑廊和天井，外有小院，门上题额“虹庐”（图），底层为会客厅，题额“宾虹草堂”，东西房为卧室，顶层题额“石芝阁”，西南侧为画室，西侧为冰上鸿飞馆，内有水池、花坛、园圃、厨房和仓廪等。